# Harald Sund
Harald Thorbjørn Sund, född 1876 i Gildeskål, död 1940, var en norsk arkitekt, utbildad i Trondheim och London. Hans produktion består huvudsakligen av kyrkor, däribland Majorstuens kyrka i Oslo (ursprungligen Prestenes kyrka, 1926) i samarbete med August Nielsen, Svolværs kyrka (1934) och Melbu kyrka (1936). Han har även gjort ett flertal kyrkorestaureringar i samarbete med norska riksantikvarien.

## Byggnader i urval
- Váljohkis kyrka